# 歐洲河流列表

## 歐陸
古北界- (歐亞大陸) 歐洲河流列表-- 歐洲主要河流(依長度):
- 窩瓦河（俄語：Волга)=伏爾加河 Volga --(3,692 km/2,294 mi), 位於俄羅斯西部，是歐洲最長的河流，也是世界最長的內流河，流入裏海Caspian Sea 。

- 多瑙河（Danube River）--(2,860 km/1,777 mi)  是歐洲第二大河，也是歐洲最重要的一條國際河道。

- 烏拉爾河(Ural) --(2,428 km/1,509 mi)發源於烏拉爾山脈南部，流經俄羅斯聯邦及哈薩克，在阿提羅注入裡海Caspian Sea

- 第聶伯河 (Dnieper) (2,290 km/1,423 mi)，從俄羅斯，流經白俄羅斯和烏克蘭，以黑海為終點。

- 頓河(Дон)(Don) --(1,950 km/1,212 mi), 發源於圖拉附近，流入亞速海Azov。在最東部與伏爾加河以長105公里伏爾加-頓河運河相連。

- 德涅斯特河(Dniester) --(1,362 km/846 mi), 以黑海為終點。

- 萊茵河(Rhine) --(1,320 km/820 mi), 發源於瑞士格勞邦頓州的阿爾卑斯山區，途經列支敦斯登、奧地利、德國和法國，於荷蘭流入北海。

- 易北河（德語 Elbe）(1,091 km/678 mi), 發源於捷克和波蘭交接的蘇台德山脈，向南進入捷克，再流成一個弧形轉向西北流入德國，經漢堡流入北海。

- 維斯瓦河，又譯「維斯杜拉河」(Vistula) --(1,047 km/651 mi), 是波蘭最長的河流，發源於貝茲基德山脈，流經克拉科夫、華沙、托倫，最後在格但斯克流入波羅的海Baltic Sea 。

- 道加瓦河（拉脫維亞語：Daugava）--(1,020 km/634 mi),  發源於俄羅斯Valdai Hills，流經俄羅斯、白俄羅斯和拉脫維亞，進入波羅的海

### 其他較長的河流
- 羅亞爾河（la Loire），法國最長的河流，發源於塞文山脈，流程1,020公里（630英里），先向北、西北，後向西注入比斯開灣注入大西洋

- 塔霍河（拉丁語：Tagus）也稱塔古斯河或特茹河，是伊比利亞半島最大的河流。它發源於西班牙阿爾瓦拉辛附近的山脈，向西流淌，最終在葡萄牙里斯本注入大西洋 Atlantic Ocean

- 羅納河 (法語 Rhône)是歐洲主要河流之一，法國五大河流之首，並形成卡馬爾格三角洲，投入地中海。

- 波河Po (拉丁文Padus)是義大利最長的一條河流。位於義大利北部，發源於阿爾卑斯山地區，向東在威尼斯附近注入亞得里亞海

## 英國
- 塞文河
- 泰晤士河